# マーク・ブラウンスタイン
マーク・ブラウンスタイン（Mark Brownstein、1941年2月12日 - ）は、アメリカ合衆国カリフォルニア州出身の元プロ野球選手。阪神タイガースに在籍。ポジションは投手、後に野手に転向した。登録名はブラウン。

## 来歴・人物
1962年、カリフォルニア大学卒業直後に阪神タイガースに入団。日本にゆかりのないアメリカ出身の選手が、MLBやその下位組織、または独立リーグなどを経ず、大卒直後に日本の球団に入団した非常に珍しい事例である（他にマット・ランデルがいる）。背番号は18を与えられるなど期待された。
しかし、開幕後も二軍暮らしが続く。その後、6月頃に一軍帯同になるものの、故障し、一軍での出場することはなく、二軍に降格。故障の影響からか、野手に転向するなど試行錯誤を続けるも結果を残せず、同年オフ、僅か一年で退団した。

## 詳細情報

### 年度別投手成績
- 一軍公式戦出場なし

### 背番号
- 18（1962年）